# منشور اروپا برای پژوهش‌گران
منشور اروپا برای پژوهشگران توصیه‌ای است از عملکرد خوب برای پژوهش‌گران، کارفرمایان و تامین‌کنندگانِ مالی پژوهشگران که توسط اداره کل کمیسیون اروپا صادر شده است. این منشور، حقوق و وظایف پژوهشگران و مؤسسات مالی آنها را ترسیم می‌کند. همراه با این منشور،  آئین‌نامه رفتاری برای استخدام پژوهشگران هم منتشر شد که درش به اصول استخدام و انتصاب پژوهشگران پرداخته شده بود. این سند با تکیه بر توصیه‌های گستردهٔ پژوهشگران و ذی‌نفعانِ سیاست‌های پژوهشی تدوین شده است. کمیسیون اروپا، «منشور اروپا برای پژوهش‌گران» و «آئین‌نامه رفتار برای استخدام پژوهشگران» را عناصر کلیدی‌ای در سیاست اتحادیه اروپا برای تبدیل پژوهش به شغلی جذاب توصیف کرد و جذابیت شغلی را یکی از ویژگی‌های حیاتی راهبردی برای تحریک اقتصادی و اشتغال دانست. از ژوئیه ۲۰۲۰، ۱۰۰۰ موسسه اروپایی به طور رسمی، منشور را با شواهد کمی برای اجرای عملی، تایید کرده بودند.

## اصول عمومیِ اجرایی‌پذیرِ منشور برای پژوهشگران
- آزادی فکری
- پایبندی به شیوه‌های اخلاقی شناخته‌شده
- مسئولیت/نگرشِ حرفه‌ای (نمونه: دریافت مجوزهای لازم پیش از آغاز پژوهش)
- انجامِ تعهداتِ موردِ قرارداد و قانونی
- پاسخگویی
- رویکرد خوب در پژوهش (نمونه: استنادِ مُعتَمِد به داده‌ها)
- انتشار و بهره‌برداری از نتایج
- مشارکت عمومی
- بهره‌مندیِ ساختارمند از نظارتِ موجود
- پرورش پژوهشگران جوان توسط پژوهشگران پیشکسوت‌تر
- توسعهٔ حرفه‌ای مستمر

## اصول عمومی اجرایی‌پذیر برای کارفرمایان و تامین‌کنندگان مالی
- به رسمیت شناختن پژوهشگران به عنوان متخصصان در مسیر شغلی (از مقطع کارشناسی ارشد به بالا)
- عدم تبعیض
- فراهم‌سازی امنیت و تحرکِ محیط پژوهش
- اتخاذِ شرایط قانونی و انعطاف‌پذیرِ برای کار
- ثبات و پایداری اشتغال (اجرای اصول دستورالعملِ اتحادیه اروپا در مورد کار با مدت زمان معین)
- انصاف در بودجه و حقوق
- تعادل جنسیتی («کارفرمایان و یا سرمایه‌گذاران باید به دنبال تعادل جنسیتی در همه سطوح کارکنان، از جمله در سطوح نظارتی و مدیریتی باشند»)
- ترویج توسعه شغلی
- ارزش‌نهی بر تحرک و ترویجِ آن
- دسترسی به آموزش پژوهشگری و توسعه مستمر
- دسترسی به مشاوره شغلی
- حفظ حقوق مالکیت معنوی
- نگرش مثبت به هم‌نویسی (باهم‌نوشتن)
- فراهم‌سازیِ نظارت برای پژوهشگران تازه‌کار
- اهمیت‌دهی در امر آموزش و همچنین عدم زیاده‌روی در آن
- ارائهٔ سیستم‌های ارزیابی
- ارائهٔ رویه‌های شکایات/استیناف
- ترویجِ مشارکت در نهادهای تصمیم‌گیری
- استخدام هم باید براساس آیین‌نامه رفتاری برای جذب پژوهشگر باشد

## آیین‌نامه رفتاری برای جذب پژوهشگر
- باز، کارآمد و شفاف‌بودن فرایند استخدام
- انتخاب براساس پانل‌های متعادل و آموزش‌دیده
- شفافیت رویه‌های پیش رو برای نامزدها
- ارائهٔ طیف خوبی از معیارها و شایستگی‌سنجی از دو منظر کمی و کیفی
- وقفه‌های شغلی و سایر مسیرهای شغلیِ چندبعدی نباید جریمه شوند
- به رسمیت شناختن تجربهٔ تحرک
- شناخت صلاحیت‌ها
- افراط نکردن در مدرک‌گرایی (سطوح مدارک موردِ نیاز باید مطابق با نیازهای موقعیت باشند و به عنوان مانعی برای ورود قرار نگیرند.)
- قرار ملاقات‌های پسادکترا باید فرصت‌های پیشرفت شغلی را فراهم کنند.